# Hieracium murmanense
Hieracium murmanense es una especie de planta con flor del género Hieracium, de la familia Asteraceae, orden Asterales.

## Distribución
Hieracium murmanense se distribuye por Rusia.

## Taxonomía
Fue descrita científicamente por R. N. Shlyakov.